# هایاککن اوچیدا
هایاککن اوچیدا
 یک نویسنده و شخصیت علمی ژاپنی بود. او در اوکایاما متولد شد، خانواده او از طریق ساخت ساکی کسب و کار می‌کردند که به ورشکستگی رسید. نام واقعی او ایزو اوچیدا (内 田 榮 造) است. وی در سال ۱۹۱۱ شاگرد ناتسومه سوزکی شد. شخص او موضوع اصلی آخرین فیلم آکیرا کوروساوا، مادادایو بوده است. او نویسنده بیش از پانزده جلد کتاب است.